# Abigail Dillen
Abigail Dillen es una abogada ambientalista y directora ejecutiva de la organización de justicia ambiental Earthjustice. Sus actividades han sido calificadas como "un trabajo que sienta precedentes" por múltiples organizaciones dedicadas al cambio climático. Estas actividades incluyen la defensa de la regla de "áreas preservadas sin acceso de tránsito" en Estados Unidos. La revista Marie Claire la describió en 2020 como "creadora de cambios".
Dillen tiene un título de Juris Doctor (derecho) de la Facultad de Derecho de Universidad de California en Berkeley. En 2000, se unió a Earthjustice en 2000, donde dirigió los programas de carbón y energía limpia. Se convirtió en directora ejecutiva en 2018 reemplazando a Trip Van Noppen.
Dillen fue colaboradora de la antología All We Can Save. También ha publicado artículos de opinión en USA Today, Huffington Post, The Hill, EcoWatch y otras fuentes de noticias.

## Vida personal
Dillen creció en Nuevo México. Está casada con el arquitecto Jasmit Rangr y tiene un hijo.